# Häxyngel
Häxyngel (Hag-Seed) är en roman av den kanadensiska författaren Margaret Atwood utgiven 2016. Den utkom i svensk översättning av Manne Svensson 2017.
Romanen är en återberättelse av William Shakespeares pjäs Stormen och ingår i en serie – The Hogarth Shakespeare – där samtida författare återberättar verk av Shakespeare. Vid sin utgivning fick den ett positivt mottagande i den brittiska tidningen The Guardian, som bland annat skrev: 
| ”                                                | Det finns så mycket sprudlande vitalitet och hjärta och underverk i den här romanen att det enda jag vill ska hända nu är att Atwood omtolkar alla Shakespeares verk. | „ |
| – Alexandra Harris i The Guardian 6 oktober 2016 | |   |

## Handlingen
Teaterregissören Felix har redan förlorat både fru och barn, och när han dessutom får sparken börjar han längta efter hämnd. Chansen kommer mer än tio år senare då han ska sätta upp Shakespeares pjäs Stormen på ett fängelse.